# Richard Rawlings
Richard Rawlings (Fort Worth, 30 marzo 1969) è un imprenditore e celebrità statunitense.
Come star del reality show televisivo Fast N' Loud su Discovery Channel, Rawlings guadagna 50000 $ per episodio e possiede un patrimonio netto stimato di 20 milioni di dollari. È inoltre proprietario del Gas Monkey Garage, come anche del Gas Monkey Bar N'Grill e del Gas Monkey Live Music Venues a Dallas, Texas.. E dal 2016 anche del Richard Rawlings Garage. È inoltre il conduttore del noto programma televisivo Fast N' Loud.
Nel 2014 e nel 2015, Rawlings è apparso in alcuni spot televisivi per le reti nazionali statunitensi, promuovendo veicoli Dodge e finanziamenti per il loro acquisto.

## Biografia
Rawlings nasce a Fort Worth, Texas, il 30 marzo del 1969. Sin da bambino, muove i primi passi in vari eventi automobilistici con suo padre e grazie a lui inizia ad appassionarsi nella costruzione di auto, compra infatti la sua prima automobile all'età di 14 anni. Nei successivi anni si diploma alla Eastern Hills High School e lavora nelle forze dell'ordine, come vigile del fuoco e paramedico. Nel 1999, Rawlings apre la Lincoln Press, una società di stampa.

### Gas Monkey Garage
Nel 2002, Rawlings inaugura il Gas Monkey Garage, vendendo successivamente, nel 2004, la Lincoln Press. Questa officina crea e trasporta automobili personalizzate per i suoi clienti in tutto il mondo. A partire dal 2012, la struttura è diventata il focus della serie di Discovery Channel Fast N' Loud.
Nel settembre del 2013, vicino al garage inaugura il Gas Monkey Bar N'Grill, presente inoltre una seconda sede, presso l'Aeroporto Internazionale Fort Worth di Dallas, dal marzo del 2014.. Nel 2016 Rawlings apre il ristorante RichardRawlings Garage  a Harker Heights.
Il 12 maggio 2015, Rawlings pubblica la sua prima autobiografia, intitolata: Fast N' Loud: Blood, Sweat and Beers.